# Semaine internationale des sports d'hiver
La Semaine internationale des sports d'hiver est un ensemble de compétitions sportives qui se tient chaque année en France de 1907 à 1929 avec une pause en raison de la Première Guerre mondiale de 1915 à 1919. Cette épreuve inspire la création des Jeux olympiques d'hiver en 1924.
La première édition se tient du 10 au 12 février 1907 à Briançon-Montgenèvre. La majorité des concurrents sont des militaires français et italiens. L'école militaire de ski fondée à Briançon en 1904 et le Club alpin français sont à l'origine de cette épreuve. La presse française, nationale comme régionale, assure une bonne couverture des épreuves essentiellement consacrées au ski nordique et au patinage.

## Éditions
- 1907. Briançon-Montgenèvre
- 1908. Chamonix-Mont-Blanc
- 1909. Morez
- 1910. Cauterets
- 1911. Le Lioran
- 1912. Chamonix-Mont-Blanc
- 1913. Gérardmer
- 1914. Briançon-Montgenèvre (annulé par manque de neige ; remplacé par un "championnat de France" à Chamonix-Mont-Blanc)
- 1920. Chamonix-Mont-Blanc
- 1921. Chamonix-Mont-Blanc
- 1922. Morez
- 1923. Luchon-Superbagnères
- 1924. Briançon-Montgenèvre
- 1925. Le Revard (annulé par manque de neige ; quelques épreuves à Briançon-Montgenèvre)
- 1926. Pontarlier
- 1927. Chamonix-Mont-Blanc
- 1928. Chamonix-Mont-Blanc (fait office de concours de qualification aux deuxièmes Jeux olympiques)
- 1929. Luchon-Superbagnères

## Editions allemandes
Après les  Jeux olympiques d'hiver de 1936, l'Allemagne organise annuellement une Semaine internationale des sports d'hiver (en allemand : Internationalen Wintersportwoche). À la suite de l'annulation des Jeux olympiques d'hiver de 1940 initialement attribué au Japon puis à l'Allemagne trois mois avant le début de la Seconde guerre mondiale, le régime nazi décide de la remplacer par sa Semaine internationale. Cinq éditions eurent lieu à Garmisch-Partenkirchen, de 1937 à 1941.